# Peach Springs
Peach Springs est une census-designated place située dans le comté de Mohave en Arizona.
La population était de 1 090 habitants en 2010.
Peach Springs est le centre administratif du peuple des indiens Hualapai, et est située au cœur de leur réserve.
Une station d'essence de la ville, sur la U.S. Route 66, figure sur le Registre national des lieux historiques. Le bâtiment de la poste figure sur ce registre depuis 2003.